# CFFA Antananarivo
Centre de Formation de Football Andoharanofotsy, kurz CFFA oder CFFA Antananarivo, ist ein madagassischer Fußballverein aus der Andoharanofotsy. Aktuell (Stand Mai 2024) spielt der Verein in der ersten Liga, der Pro League Madagascar.

## Erfolge
- Madagassischer Meister: 2022
- Madagassischer Pokalsieger: 2021
- Madagassischer Pokalfinalist: 2023

## Stadion
Der Verein trägt seine Heimspiele im Andoharanofotsy Football Parc in Andoharanofotsy aus. Das Stadion hat ein Fassungsvermögen von 1000 Personen.

## Trainer
| Trainer         | Nation     | von | bis |
| --------------- | ---------- | --- | --- |
| Fidy Rasoanaivo | Madagaskar | ?   | ?   |